# Capraia (wyspa)
Capraia (it. Capraia, miejsc. Isula di Capraghja) – wyspa w archipelagu Wysp Toskańskich, należąca – jak i cały archipelag – do Włoch.
Jest drugą (po Gorgonie) najbardziej na północ wysuniętą wyspą archipelagu. Leży ok. 30 km od brzegów Korsyki i ok. 60 km na zachód od brzegów Półwyspu Apenińskiego. Jej powierzchnia wynosi 19,3 km².
Cały teren wyspy obejmuje gmina Capraia Isola. Według danych na rok 2010 zamieszkiwało ją 410 osób, co daje gęstość zaludnienia ok. 21,5 os./km². Centrum zabudowy gminy leży nad niewielką zatoką na północno-wschodnim wybrzeżu wyspy.
Wyspa wyciągnięta jest w osi północ-południe i posiada dobrze rozwiniętą linię brzegową z licznymi zatoczkami i półwyspami. Najwyższym wzniesieniem jest Monte Castello (447 m n.p.m.). Większość skalistej, bezleśnej wyspy (część zachodnia) stanowi rezerwat przyrody. Na wyspie żyją tylko sprowadzone tu muflony, dzikie króliki, żaby nadrzewne, jaszczurki i ptaki. Znajduje się tu jedyne jezioro na Wyspach Toskańskich. Często wiejące silne wiatry (w tym afrykańskie sirocco) powodują wstrzymywanie kursów komunikacji promowej z Livorno.
W starożytności uprawiano tutaj winorośl; produkowane z niej wino trafiało na stoły rzymskich patrycjuszy. W późniejszych latach wyspa była ostoją piratów, z których najsłynniejszym był Drogut Rais. W 1873 r. powstało tu więzienie, a od II wojny światowej do roku 1996 znajdowała się kolonia karna.